# Бенедикт Амбрёнский
Бенеди́кт I (Бенуа́ I; фр. Benoit Ier; погиб в 916 или около 930, Амбрён) — архиепископ Амбрёна (около 900 или не позднее 908—916 или около 930), местночтимый святой, почитаемый Амбрёнской архиепархией.

## Биография
Списки глав кафедры Амбрёна указывают, что Бенедикт был здесь преемником архиепископа Арно, и относят дату его рукоположения в сан к 900 году. Однако некоторые историки считают, что Арно идентичен с упоминавшимся в нескольких хартиях одноимённым аббатом монастыря Сен-Бернар-де-Роман, умершим между 905 и ноябрём 908 года. Также в одном документе, датированном 912 годом, главой Амбрёнской архиепархии назван некий Теодульф, о котором больше ничего неизвестно.
Епископство Бенедикта пришлось на один из самых трудных периодов истории Амбрёнской архиепархии. В это время сарацины, укрепившиеся во Фраксинете, возобновили набеги на земли Прованса. Многие здешние города были ими разграблены или сожжены, множество жителей-христиан убиты или захвачены в плен. Особенно сильно страдали от набегов мусульман богатые прованские монастыри.
Во время одного из таких вторжений мавры осадили хорошо укреплённый Амбрён, под защиту стен которого бежали и жители Сен-Жан-де-Морьена вместе со своим епископом святым Одиларом. Попытки мусульман штурмом овладеть Амбрёном окончились безрезультатно, но, благодаря нескольким предателям, открывшим ночью перед врагом одни из ворот, сарацинам удалось ворваться в город. Во время устроенного мусульманами побоища погибла бо́льшая часть местных жителей. Бенедикт и Одилар были зарублены во время молитвы прямо в кафедральном соборе. В руки мавров попала богатая добыча, часть из которой досталась тем, кто открыл городские ворота. Эти же предатели, испытывая зависть к богатству Амбрёнской церкви, сожгли архиепископский архив, уничтожив все документы, подтверждавшие права архиепархии на владение землями и имуществом. Несколько лет сарацины владели городом: они устроили в кафедральном храме мечеть и покинули Амбрён лишь после его полного разрушения.
Предания Амбрёнской архиепархии свидетельствуют, что архиепископ Бенедикт был позднее причислен к лику мучеников, но не сообщают, когда отмечался день его памяти. Гибель Бенедикта они относят к 916 году, а дату избрания его преемника, святого Либерала — к 920 году. Однако до нашего времени дошло несколько исторических источников, подтверждающих факт, что Одилар Морьенский в 927 году был ещё жив. На основе этих данных современные историки считают, что захват мусульманами Амбрёна относится ко времени более позднему, чем 916 год. Возможно, это произошло около 930 года.